# Орталык (Есильский район)
Орталык (каз. Орталық) — упразднённое село в Есильском районе Северо-Казахстанской области Казахстана. Упразднено в 2019 г. Входило в состав Заречного сельского округа. Код КАТО — 594245700.

## История
Село основано в 1928 году из кочевых аулов Шонай, Уанас, Есенбай, Сансызбай, Арал и Алыбай. Современное название с 1930 года.

## Население
В 1999 году население села составляло 210 человек (111 мужчин и 99 женщин). По данным переписи 2009 года, в селе проживало 129 человек (68 мужчин и 61 женщина).